# Coris caudimacula
Coris caudimacula е вид бодлоперка от семейство Labridae. Видът не е застрашен от изчезване.

## Разпространение и местообитание
Разпространен е в Австралия, Египет, Израел, Индонезия, Кения, Коморски острови, Мавриций, Мадагаскар, Мозамбик, Оман, Папуа Нова Гвинея, Реюнион, Саудитска Арабия, Сейшели, Сомалия, Танзания и Южна Африка.
Обитава крайбрежията и пясъчните дъна на океани, морета, заливи, лагуни и рифове. Среща се на дълбочина от 1 до 52 m, при температура на водата от 27 до 28,1 °C и соленост 34,2 – 35,1 ‰.

## Описание
На дължина достигат до 20 cm.